# 鲍斯骑士

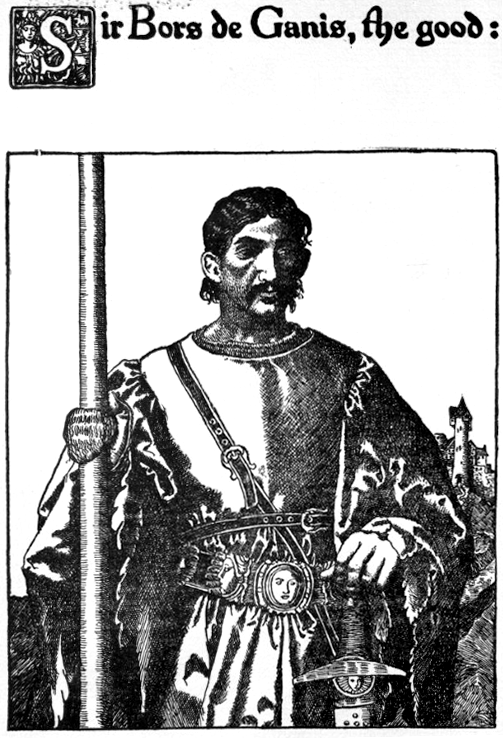
小说《兰斯洛特爵士和他同伴的故事》中鲍斯爵士的插画

鲍斯爵士（英語：Bors，/ˈbɔːrz/），是亚瑟王传说中一对圆桌骑士父子的名字。两人首次出现在13世纪的《兰斯洛特-圣杯》浪漫主义散文题材中。老鲍斯是亚瑟王统治初期的高恩斯国王，也是班诺克的班国王的兄弟，小鲍斯和莱昂内尔爵士的父亲。小鲍斯后来成为亚瑟王最优秀的圆桌骑士之一，他与加拉哈德及珀西瓦里一起完成了圣杯任务，并作为唯一得以返回王国的骑士，而向亚瑟禀报了找寻圣杯的经过。小鲍斯爵士在《兰斯洛特-圣杯》的故事最后则成为国王死后唯一幸存的主角及亚瑟的继任者。

## 登场作品

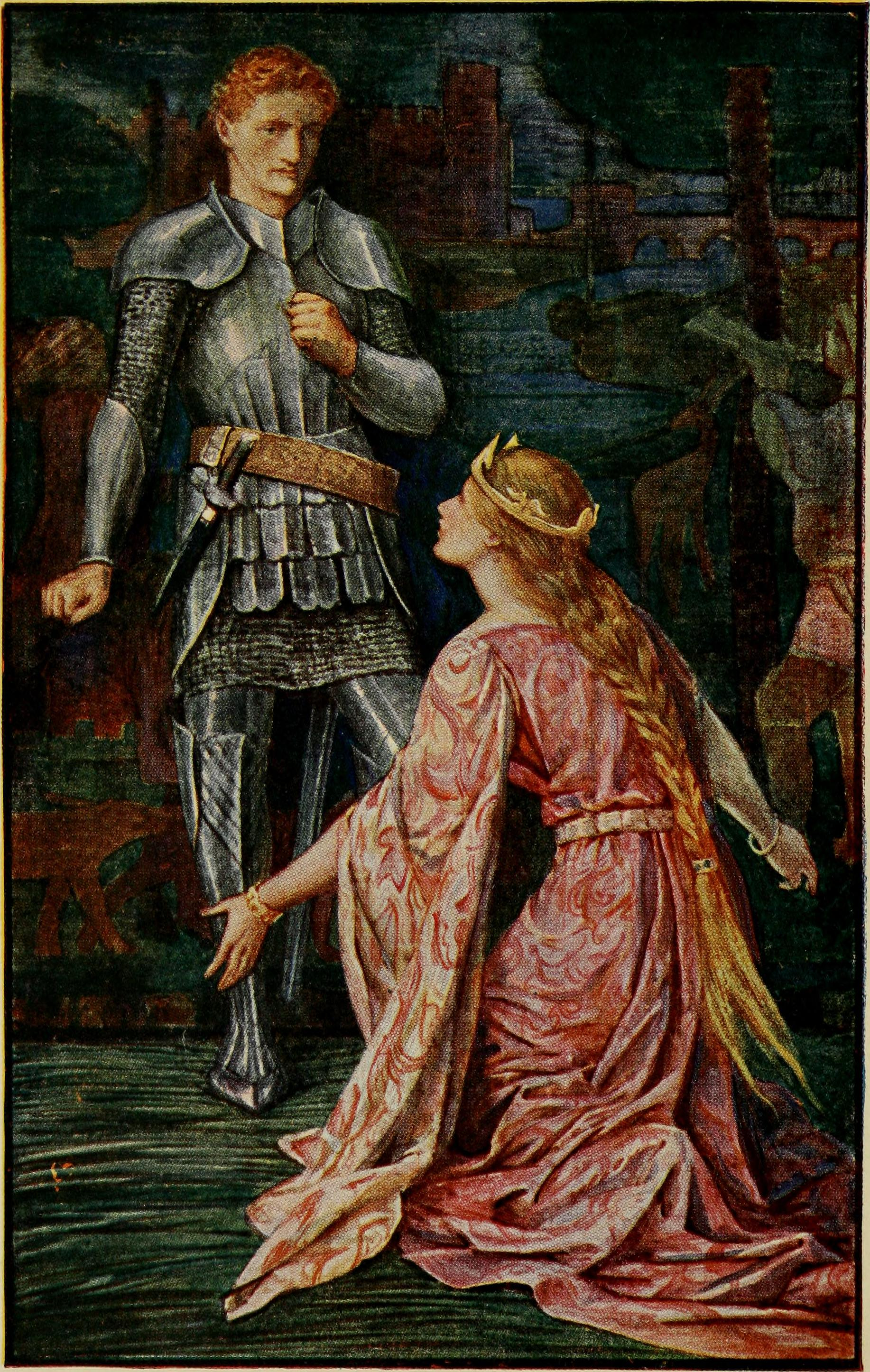
亨利·杰斯提斯·福特绘制的鲍斯爵士的插画 (1908年)

- 哥伦比亚于1949年播出的连续剧《加拉哈德爵士历险记（英语：Adventures of Sir Galahad）》中，查尔斯·金扮演加拉哈德爵士的伙伴小鲍斯爵士。
- 在特伦斯·汉伯里·怀特（英语：T. H. White）1958年发表的小说《曾经的未来之王（英语：The Once and Future King）》中，鲍斯被描述为“厌恶女性”和“完全守贞”，而且在多数时候都性情暴躁的骑士。
- 1975年的英国电影《巨蟒与圣杯》中，鲍斯爵士（特里·吉列姆饰演）是第一位遭到卡班诺的兔子（英语：Rabbit of Caerbannog）杀害的圆桌骑士。亚瑟王不顾魔法师蒂姆的警告，命令鲍斯杀死兔子以证明它没有威胁。然而，兔子从空中跳到了鲍斯爵士的身上，鲍斯在他还没来得及出招之前就被其迅速斩首；在兔子的第二波攻击中，高文和埃克托也被杀害。
- 在2004年的《亚瑟王》中，英国演员雷·温斯顿对鲍斯的饰演则有不同的诠释。他是亚瑟王部下的罗马-萨尔马提亚战士之一，与早期的圣人形象背道而驰，显得格外鲁莽、大胆和暴力。他是达戈内特（英语：Dagonet）的兄弟，有一个土生土长的情人瓦诺拉，还有十多个私生子。瓦诺拉被认为是桂妮薇儿的早期形象，电影中的瓦诺拉同时也是萨尔马提亚战士兰斯洛特的情妇，兰斯洛特在剧中被暗示为鲍斯最年幼的孩子的生父。